# Antoni Kania
Antoni Kania (ur. 11 maja 1901 w Przychojcu, zm. 26 grudnia 1965 w Dębnicy Kaszubskiej) – polski duchowny katolicki, kapelan Armii Krajowej, Sprawiedliwy wśród Narodów Świata.

## Biografia
Urodził się 11 maja 1901 we wsi Przychojec. Do gimnazjum uczęszczał w pobliskim Leżajsku i ukończył je w 1920 roku. Następnie wstąpił do seminarium duchownego. Studiował teologię - przez trzy lata w Krakowie na Uniwersytecie Jagiellońskim a później również trzy lata we Lwowie.
Święcenia kapłańskie otrzymał w 1925 roku we Lwowie. Pierwsze kroki w kapłaństwie stawiał jako wikariusz w parafii Pomorzany. W 1926 roku został przeniesiony do parafii Bełz, gdzie również był wikariuszem. W 1928 roku został mianowany proboszczem parafii Porchowa. Od 1933 do czerwca 1939 roku był administratorem parafii Medyń.
Później (być może w 1940 roku) został administratorem parafii Huta Nowa należącej do dekanatu Buczacz. Posługiwał tam do 1944 roku. W czasie pierwszej okupacji sowieckiej wraz z parafianami angażował się w przerzut polskich oficerów za granicę, ukrywał ludzi zagrożonych wywózką na Syberię. Podczas okupacji niemieckiej wykupywał aresztowanych i uwięzionych. Był kapelanem Armii Krajowej o pseudonimie "Ketlin" lub "Ketlicz" w stopniu kapitana. Jednocześnie udzielał pomocy Żydom, m.in. doktorowi Bandlerowi z Monasterzysk. Po śmierci ks. Mikołaja Ferensa przejął po nim opiekę nad Żydówką Ewą Trauenstein-Turzyńską i jej synem Leonem Trauensteinem. Inicjował powoływanie patroli samoobrony w wioskach swojej parafii w związku z zagrożeniem napadami ukraińskich nacjonalistów. Obawiając się zamachu na swoje życie przeniósł się w marcu 1944 roku do Monasterzysk. Miesiąc wcześniej zamordowano jego bratanka Józefa Kanię.
Według ks. Józefa Wołczańskiego ekspatriowany na Dolny Śląsk, gdzie w 1947 roku objął stanowisko administratora parafii Jordanów Śląski. Z kolei Andrzej Obecny twierdzi, że ks. Kania w 1945 wrócił do Bełza, gdzie do 1 lipca 1948 roku był proboszczem swojej dawnej parafii. Potem miał krótko przebywać w Zielenicach k. Strzelina, by dopiero potem trafić do Jordanowa Śląskiego.
W 1950 roku inkardynowany do diecezji gorzowskiej. Według A. Obecnego w kwietniu 1950 roku aresztowany przez Służbę Bezpieczeństwa. W zwolnieniu z aresztu miała mu pomóc pozytywna opinia, którą wystawił mu w swoich wspomnieniach sowiecki dowódca partyzancki Petro Werszyhora.
W połowie 1950 roku objął funkcję proboszcza parafii w Dębnicy Kaszubskiej, którą pełnił do swojej śmierci 26 grudnia 1965 roku. Został pochowany przy kościele w Dębnicy Kaszubskiej.

## Nagrody i upamiętnienie
Rząd Rzeczypospolitej Polskiej na uchodźstwie przyznał mu Srebrny Krzyż Zasługi z Mieczami.
Za udzielanie pomocy Żydom w czasie II wojny światowej został w 2013 roku pośmiertnie uhonorowany medalem i tytułem Sprawiedliwy wśród Narodów Świata.
W październiku 2017 roku rada gminy Dębnica Kaszubska przemianowała ulicę Zjednoczenia na ulicę ks. Antoniego Kani.